# 일마요키

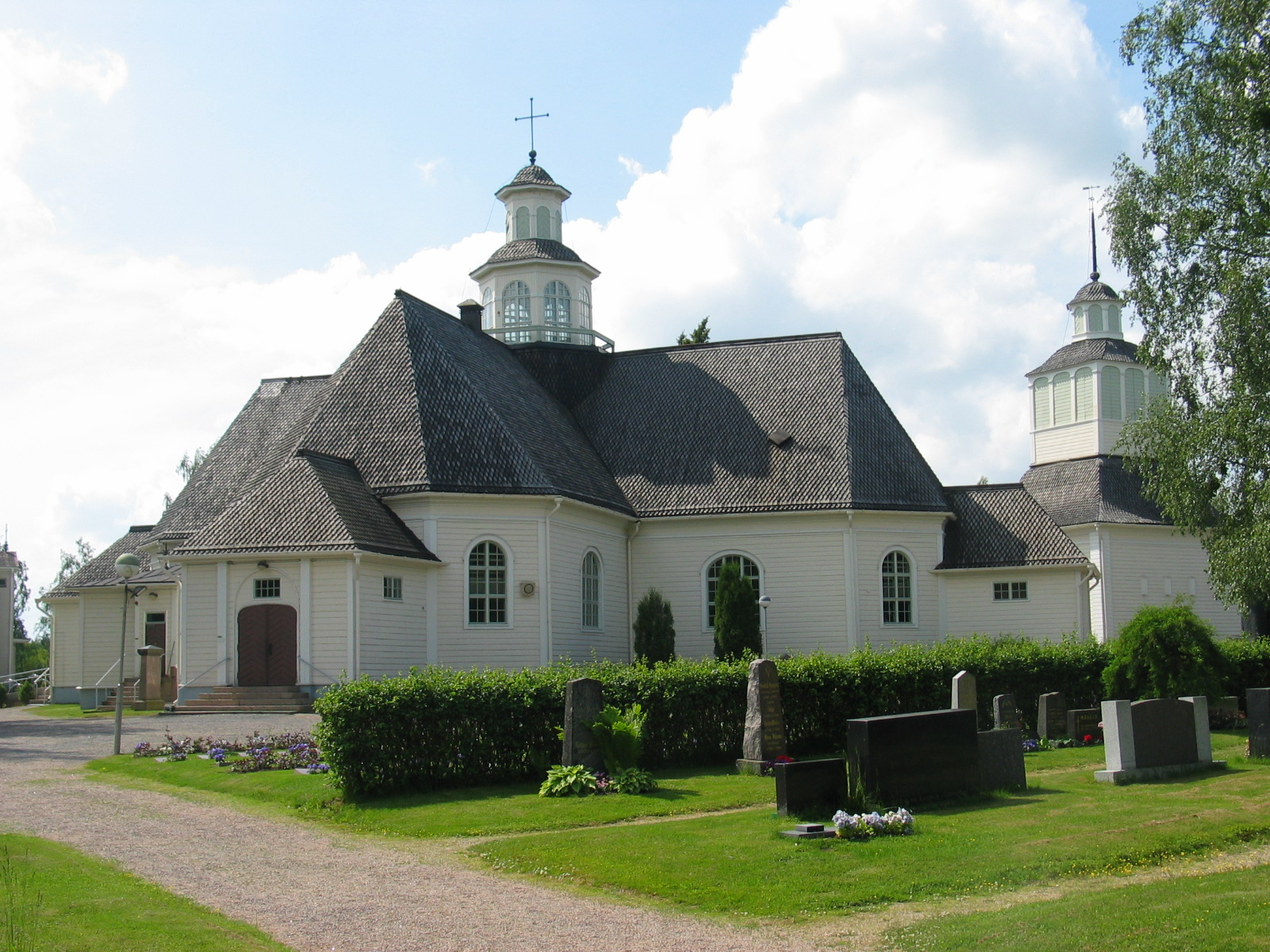
일마요키 교회

일마요키의 위치

일마요키(핀란드어: Ilmajoki, 스웨덴어: Ilmola)는 핀란드 남포흐얀마 지역에 위치한 도시로 면적은 579.69km2, 인구는 12,178명(2016년 기준), 인구 밀도는 21.11명/km2이다.

시 문장